# Markgrafentheater
Markgrafentheater – barokowy teatr mieszczący się w Erlangen. Teatr został wybudowany dla Georga Wilhelma von Brandenburg-Bayreuth w latach 1715–1719. Teatr został otwarty 10 stycznia 1719 operą Argenis und Poliarchus. Obecny rokokowy kształt nadał mu w 1743/44 architekt Giovanni Paolo Gaspari. Jest to obok Opery Margrabiów jeden z najstarszych barokowych teatrów w południowych Niemczech, który nadal jest czynny.